# Зелёная Роща (Ленинградская область)
Зелёная Роща (до 1948 — Анттонала, фин. Anttonala) — посёлок в Полянском сельском поселении Выборгского района Ленинградской области.

## Название
Деревня Анттонала своим названием обязано роду Антталайнена, который поселился когда-то в смежной деревне Элиняля. Его родовое имение делилось между наследниками на более мелкие владения, из которых и образовалось селение  Анттонала. Официальное название деревни Элиняля употреблялось только церковных и административных документах, а также на картах. Для местных жителей волости деревня была больше известна под названием Юккола. Название соседней деревни Вихмала происходит, предположительно, от личного имени, а само слово vihma означает морось. 
В послевоенное время на территории деревни Анттонала было организовано подсобное хозяйство завода № 77. Новые жители не делали различия между тремя мелкими деревнями, и свели их все к одному общему поселению, объединившему в себе Анттонала, Элиняля и Вихмала. В 1947 году работники подсобного хозяйства приняли решение о переименовании укрупнённой деревни Анттонала в деревню Зеленая Роща (другой вариант названия был Зеленый Бор).
Переименование было закреплено указом Президиума ВС РСФСР от 13 января 1949 года.

## История

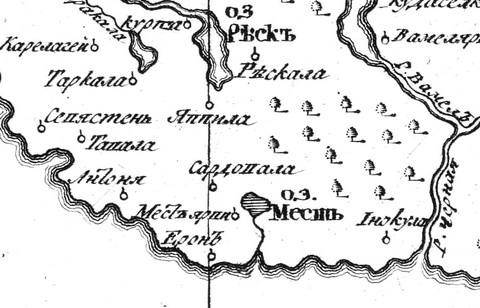
Деревня Анттонала (Антоня) на русской карте 1745 года

Согласно карте Ингерманландии и Карелии выпуска 1745 года деревня называлась Антоня.

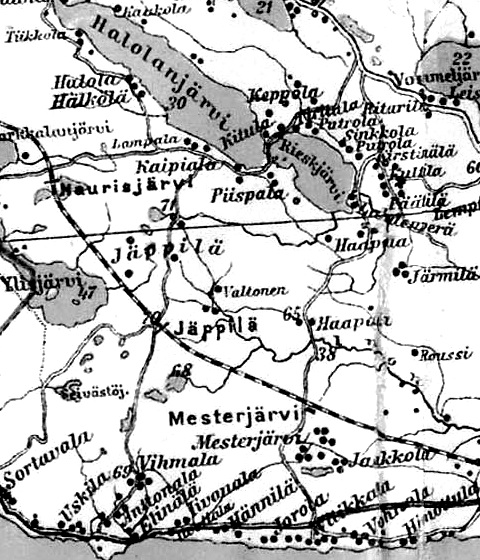
Деревни Анттонала, Элиняля и Вихмала на финской карте 1923 года

До 1939 года деревни Анттонала, Элиняля и Вихмала входили в состав волости Уусикиркко Выборгской губернии Финляндской республики. В деревне Анттонала было 37 дворов, в Элиняля — 18.
С 1 января 1940 года по 30 сентября 1948 года — в составе Иокельского сельсовета Койвистовского района. 
С 1 июля 1941 года по 30 мая 1944 года — финская оккупация. 
С 1 октября 1948 года — в составе Октябрьского сельсовета Приморского района.
С 1 января 1949 года учитываются административными данными как деревня Зелёная Роща. 
В 1950 году население деревни составляло 105 человек.
С 1 января 1954 года — в составе Рощинского района.
В 1958 году население деревни составляло 32 человека.
С 1 февраля 1963 года — в составе Выборгского района.
Согласно данным 1966 и 1973 годов посёлок Зелёная Роща входил в состав Октябрьского сельсовета.
Согласно данным 1990 года посёлок Зелёная Роща входил в состав Полянского сельсовета.
В 1997 году в посёлке Зелёная Роща Полянской волости проживали 13 человек, в 2002 году — 18 человек (русские — 83 %).
В 2007 году в посёлке Зелёная Роща Полянского СП проживали 3 человека, в 2010 году — 40 человек.

## География
Посёлок расположен в южной части района на автодороге 41А-082 (Зеленогорск — Выборг).
Расстояние до административного центра поселения — 35 км.
Расстояние до ближайшей железнодорожной станции Приветинское — 20 км. 
Посёлок находится на берегу Финского залива.

## Демография
| 2007 | 2010 | 2017 | 2021 |
| ---- | ---- | ---- | ---- |
| 3    | ↗40  | ↘6   | ↗25  |

## Инфраструктура
Спортивный лагерь «Каравелла» СДЮШОР Василеостровского района Санкт-Петербурга.

## Улицы
Газовщиков, Зеркальная, Короткий проезд, Морская, Поселковая, Приморское шоссе, Садовая, Тихая.